# Schloss Vösendorf

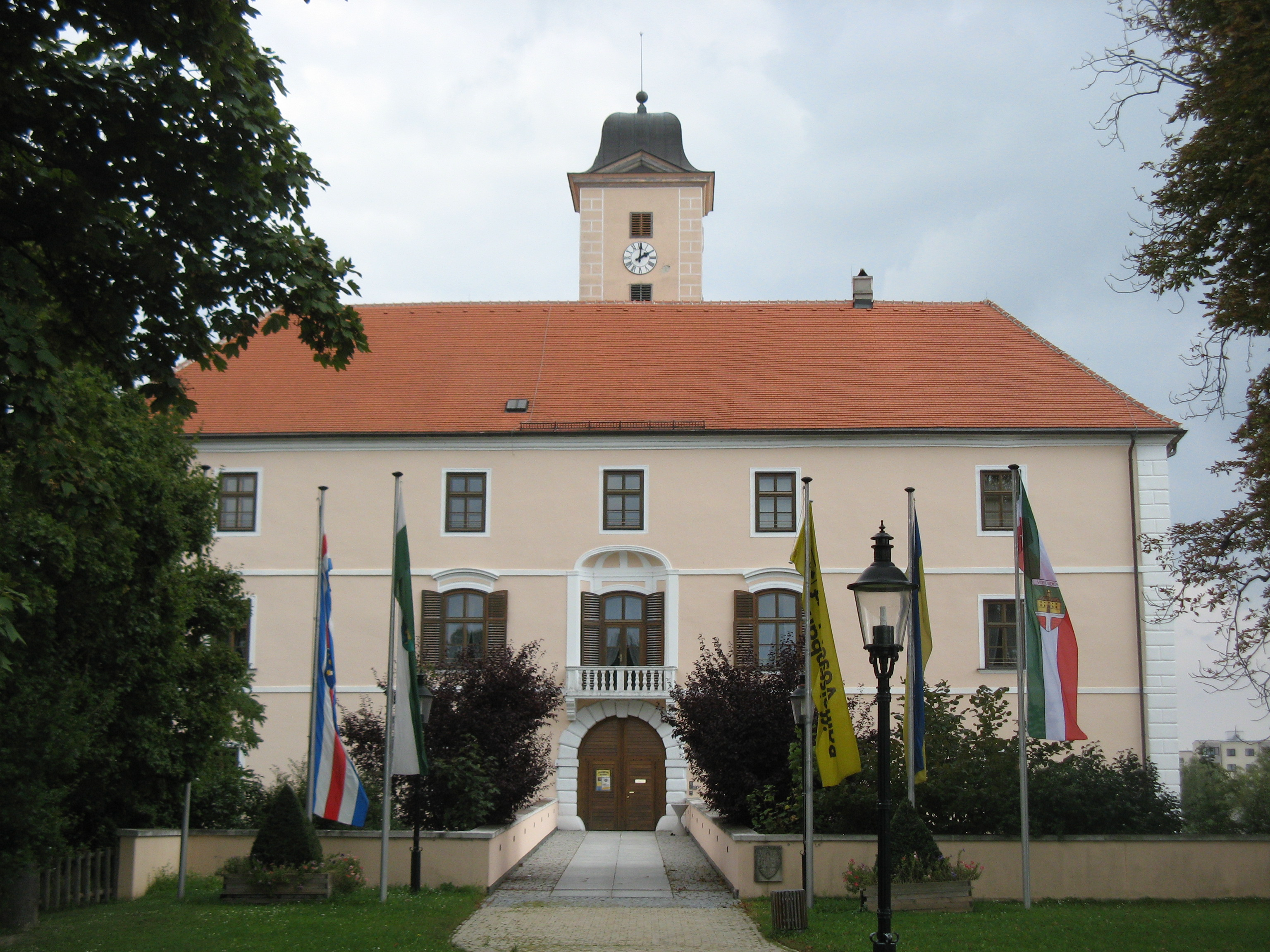
Schloss Vösendorf

Das Schloss Vösendorf ist ein ehemaliges Wasserschloss im niederösterreichischen Vösendorf. Es wird von 40.000 m² Grünfläche umgeben.
Der ursprüngliche Bau stammte aus dem 11. Jahrhundert. Das erste Mal wird das Schloss im Jahr 1175 urkundlich genannt. Im 16. Jahrhundert wurde das Schloss umgebaut. Er wurde in verschiedenen Kriegen wie der ersten und zweiten Türkenbelagerung zerstört, aber immer wieder aufgebaut. Kaiser Franz erwarb 1794 neben dem Schloss, die Ortschaft und den „Herrschaftlichen Ziegelofen“ um die Laxenburger Franzensburg zu errichten. Die heutige Form des Schlosses geht auf den Umbau im Jahr 1808 unter Kaiser Franz II. zurück.

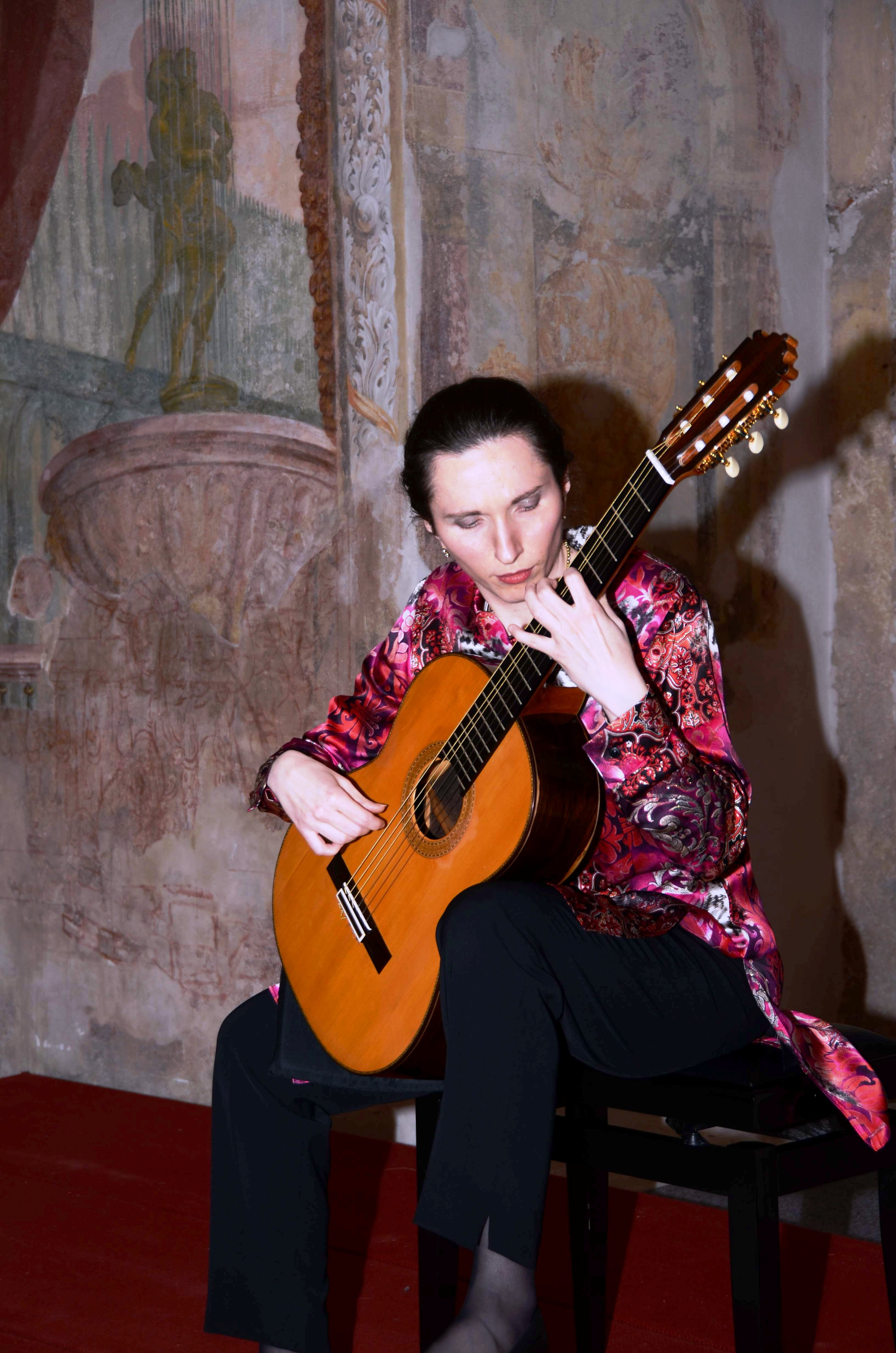
Die österreichische Gitarristin Johanna Beisteiner während eines Konzerts auf Schloss Vösendorf am 25. November 2012. Im Hintergrund sind Teile der Fresken aus dem 17. Jahrhundert erkennbar.

Während des Zweiten Weltkrieges wurde die Gemeinde Wien 1940 Eigentümerin des Schlosses. Obwohl die Gemeinde Vösendorf im Jahr 1954 wieder von Groß-Wien selbständig wurde, blieb das Schloss weiterhin im Besitz der Gemeinde Wien und wurde zu einem landwirtschaftlichen Betrieb umgewidmet. Schloss und Garten blieben für die Bevölkerung unzugänglich. Als die Landwirtschaft nach Laxenburg verlegt wurde, konnte die Gemeinde Vösendorf vorerst einige Räume mieten. Die Gemeinde Wien hatte das Schloss verfallen lassen.
1991 unter Bürgermeister Herfried Vincze wurde das fast verfallene Schloss erworben. Von der Gemeinde Vösendorf unter Bürgermeister Meinhard Kronister wurde das Schloss revitalisiert. Dabei musste eine Stabilisierung des Gebäudes, eine Grundsanierung des Dachstuhls mit Neueindeckung, 300 m³ Mauerwerksverfestigungen und Risseverfüllungen mit Kunstharzen, 400 m² Mauertrockenlegung im Trennverfahren und eine Fassadeninstandsetzung und neue Holzkastenfenster gebaut werden. Darüber hinaus wurden in einem Saal des Erdgeschoßes Fresken aus dem 17. Jahrhundert freigelegt.
Das Gebäude beherbergt seit 1999 das Gemeindeamt, auch ein Fahrradmuseum und einen Peter-Jordan-Gedenkraum, nachdem dieser dort jahrelang gewirkt hatte. Aber auch eine Bücherei, ein Schlosscafé, wie eine Bankfiliale der Raiffeisenbank und Veranstaltungsräume, die für klassische Konzerte, Lesungen oder andere Veranstaltungen genutzt werden, weist das seit 1999 fertiggestellte Zentrum auf.

## Galerie

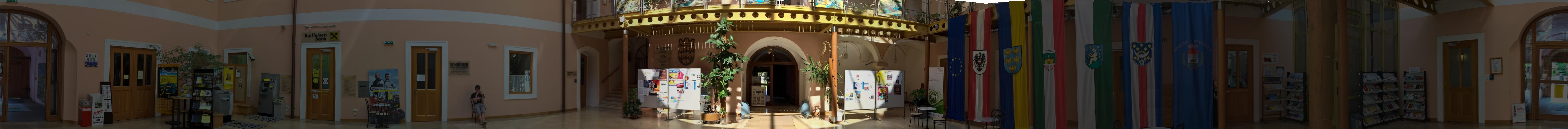
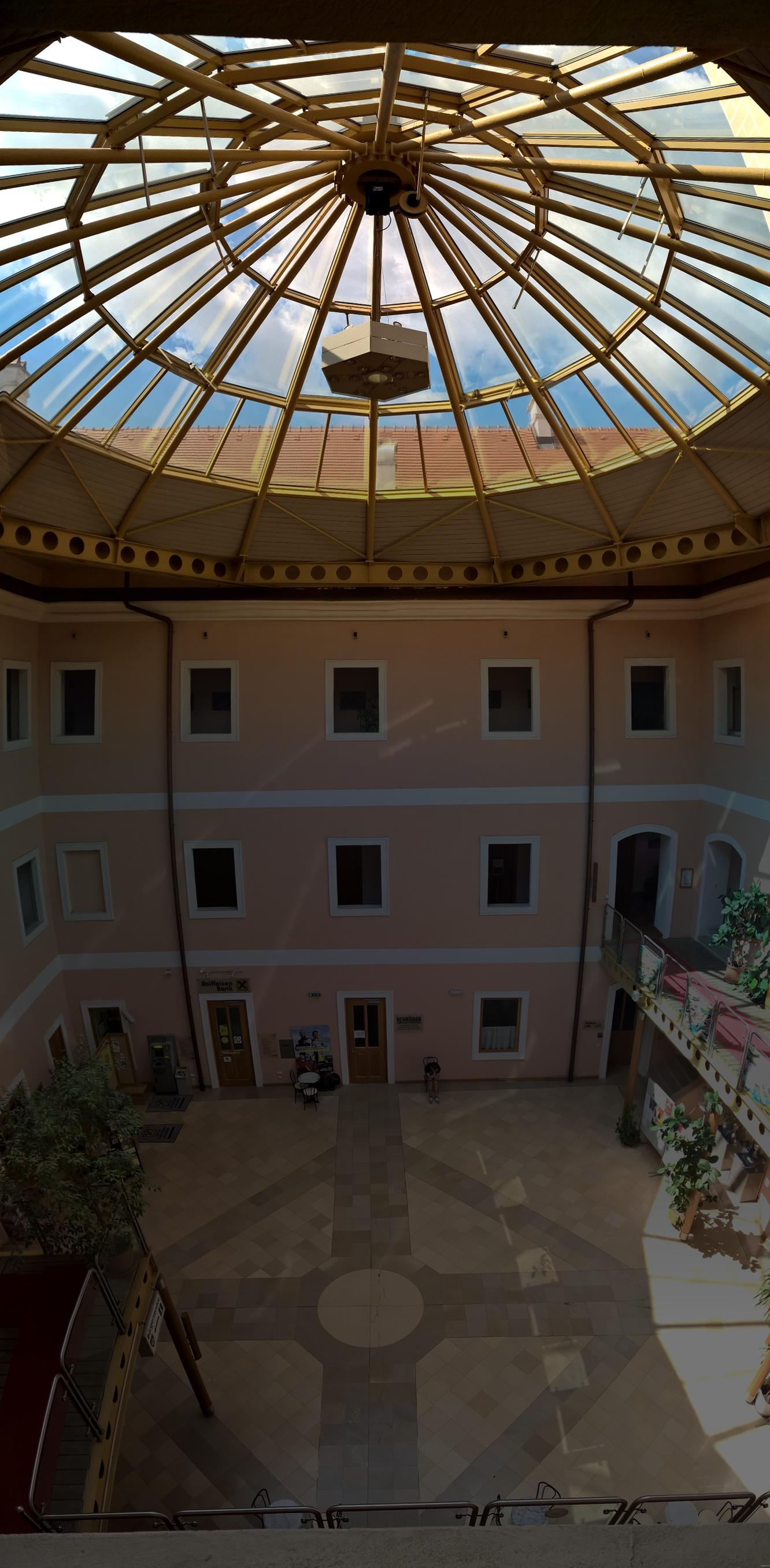
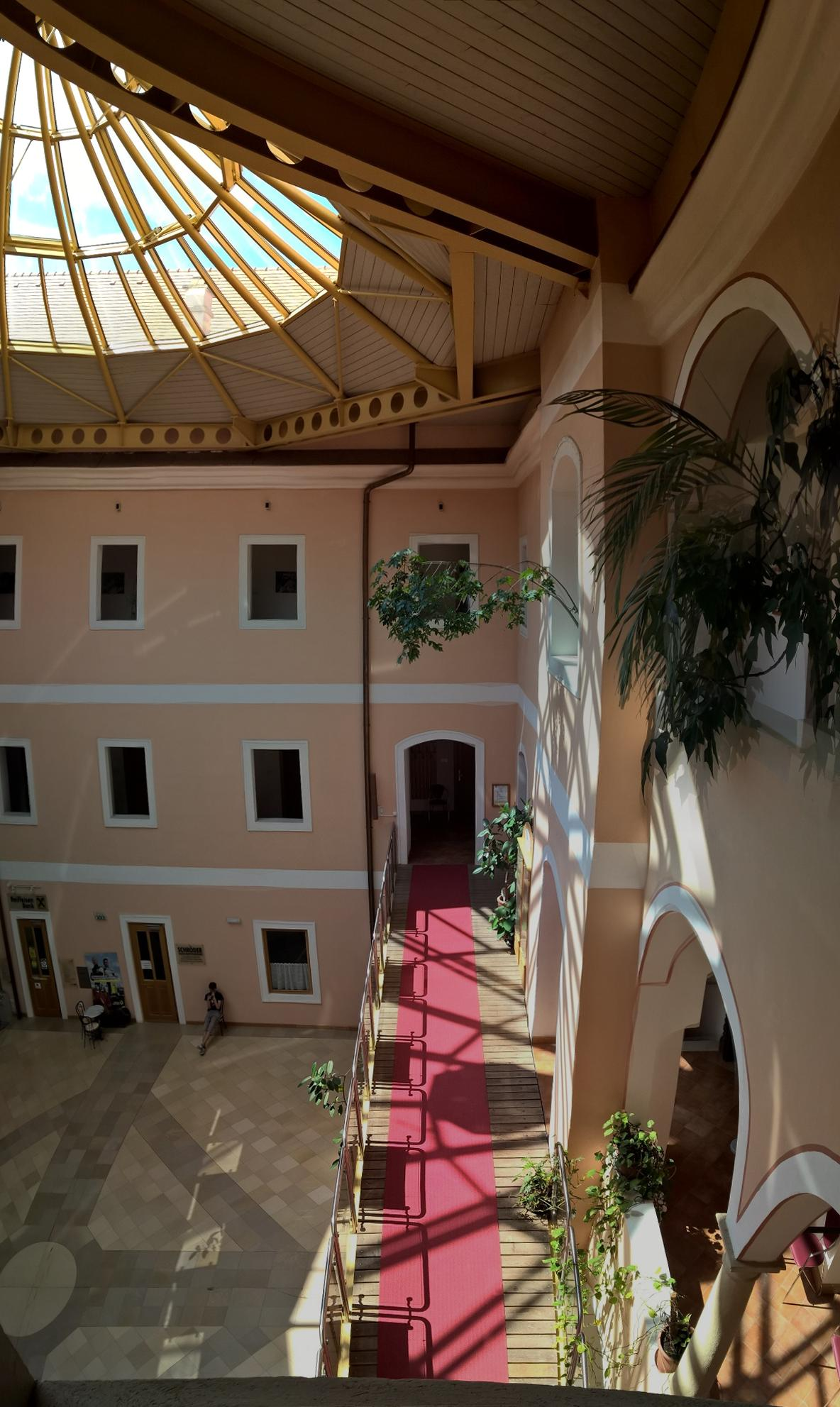
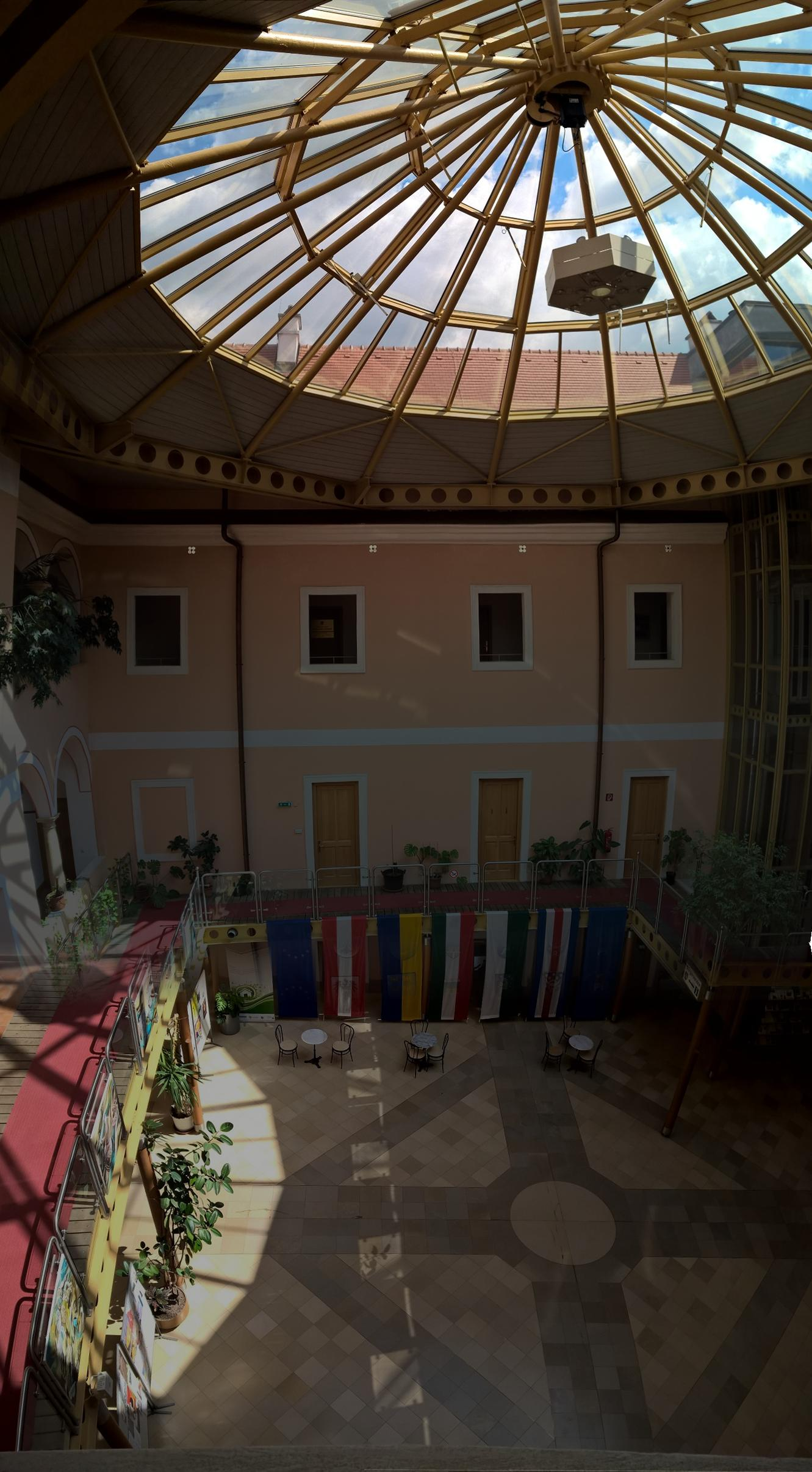
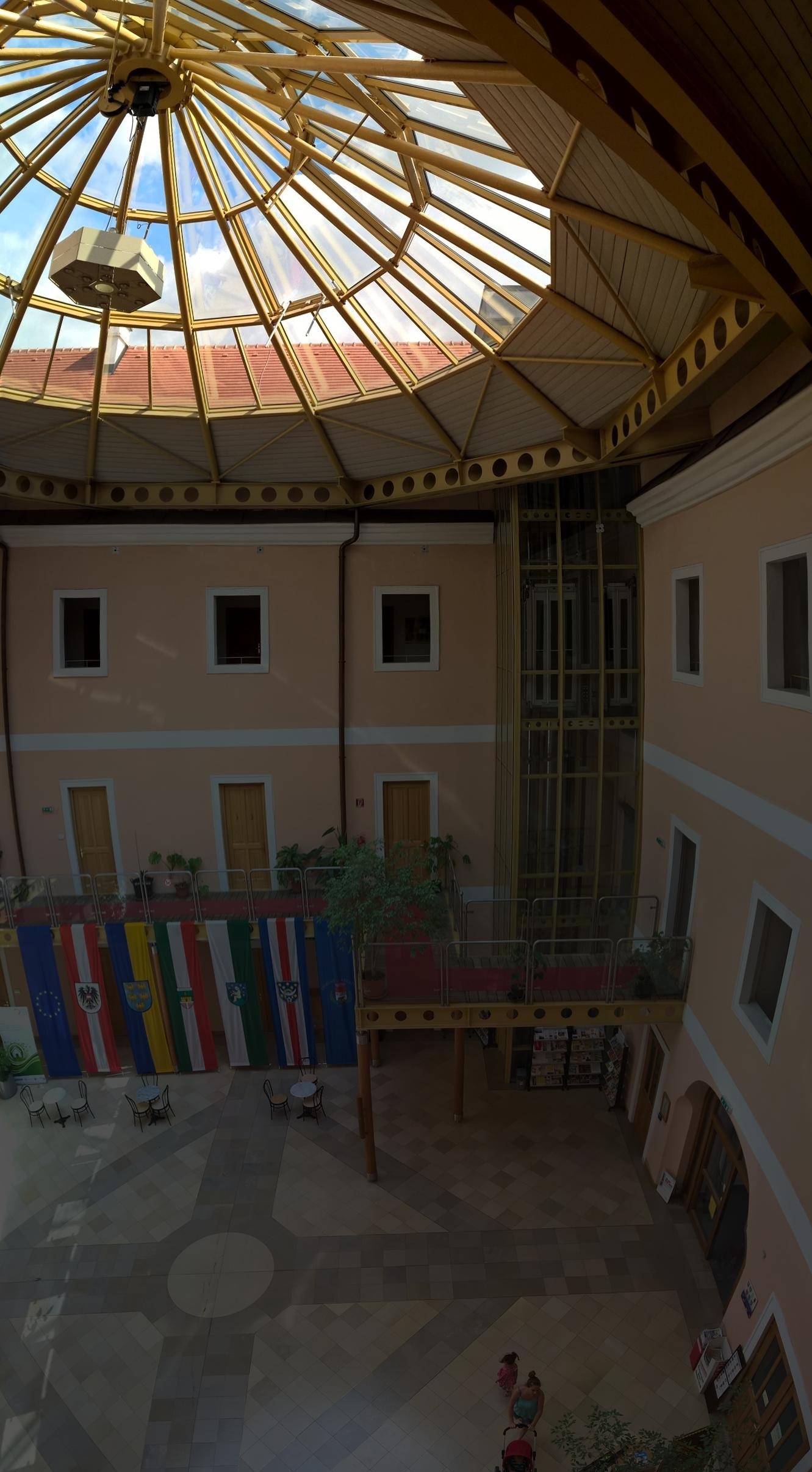
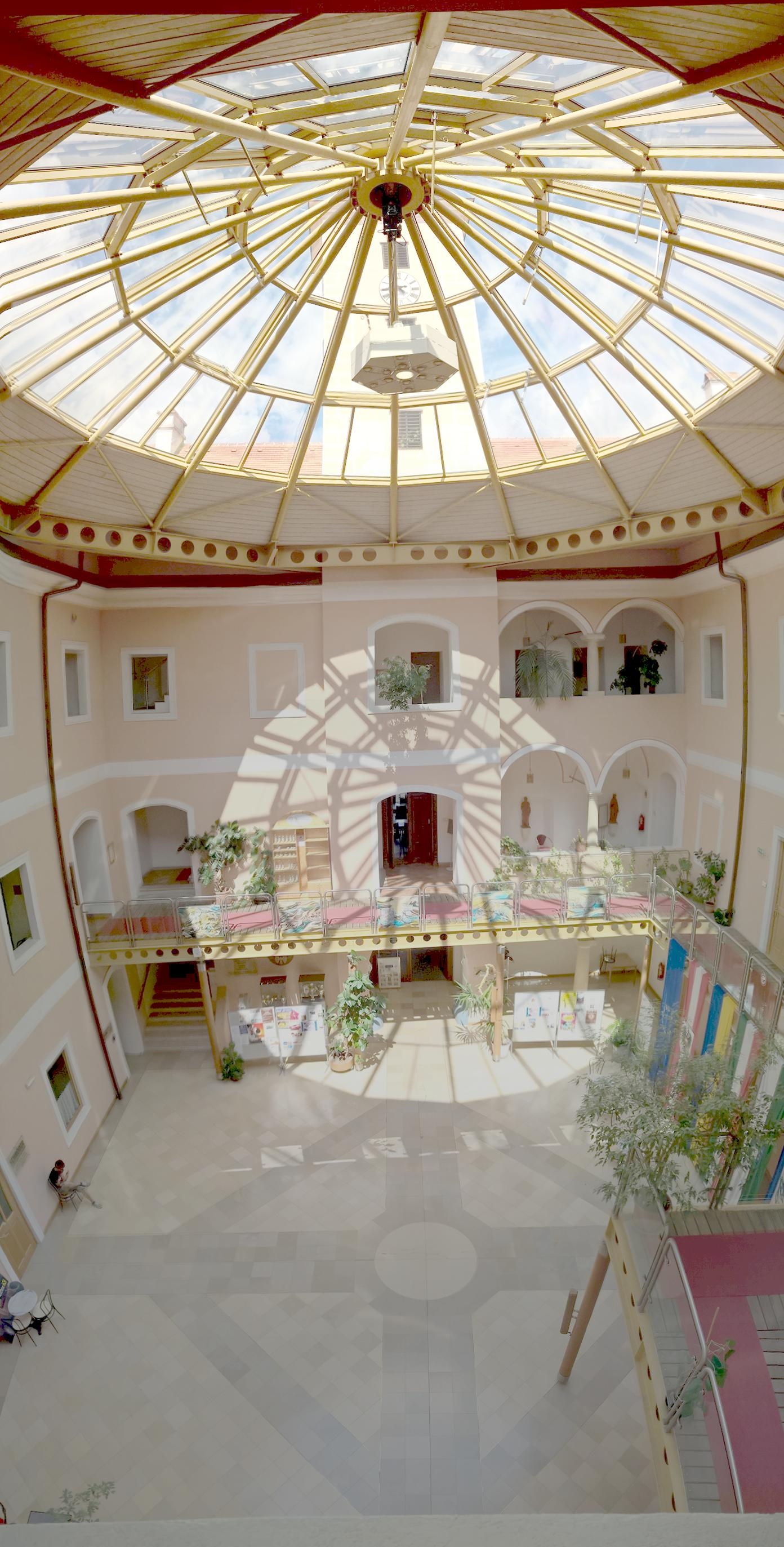